# Mazatán (Sonora)
Mazatán é um município do estado de Sonora, no México.